# Оругеро
Оруге́ро (Lalage) — рід горобцеподібних птахів родини личинкоїдових (Campephagidae). Представники цього роду мешкають в Південній і Південно-Східній Азії, Австралазії та на Маскаренських островах.

## Види
Рід нараховує 20 видів:
- Оругеро великий (Lalage melanoleuca)
- Оругеро широкобровий (Lalage nigra)
- Оругеро сулавеський (Lalage leucopygialis)
- Оругеро білокрилий (Lalage sueurii)
- Оругеро австралійський (Lalage tricolor)
- Оругеро червоночеревий (Lalage aurea)
- Оругеро танімбарський (Lalage moesta)[12]
- Оругеро папуанський (Lalage atrovirens)
- Lalage leucoptera[13]
- Оругеро смугасточеревий (Lalage leucomela)
- Оругеро мусайський (Lalage conjuncta)
- Оругеро полінезійський (Lalage maculosa)
- Оругеро малий (Lalage sharpei)
- Оругеро довгохвостий (Lalage leucopyga)
- Шикачик чорнокрилий (Lalage melaschistos)
- Шикачик чорноголовий (Lalage melanoptera)
- Шикачик садовий (Lalage polioptera)
- Шикачик карликовий (Lalage fimbriata)
- Шикачик маврикійський (Lalage typica)
- Шикачик реюньйонський (Lalage newtoni)

За результатами молекулярно-генетичного дослідження, опублікованими в 2010 році, 6 видів, яких раніше відносили до роду Шикачик (Coracina), були переведені до роду Lalage.